# Turizem v Španiji
Španija je turistična država, kamor odhaja na milijone tujih turistov, ki jih zanimajo plaže, bogata umetniška dediščina in različnost gastronomske ponudbe, poleg vsega tega pa je ena izmed tistih na svetu, ki imajo najbolj obilno kulturno dediščino. Po informacijah Svetovne turistične organizacije (WTO) je bila Španija leta 2014 tretja država na svetu po največjem obisku tujih turistov, leta 2013 jo je namreč obiskalo 60,6 milijonov turistov. Premagali sta jo le Francija in Združene države Amerike. Po informacijah Statističnega urada Evropskih skupnosti (Eurostat) iz leta 2015, je bila Španija na prvem mestu v Evropski Uniji po številu nočitev, kar lahko vidimo v povišanju za 4,3 % glede na prejšnje leto. Tako je premagala tudi Francijo. Turizem predstavlja okrog 10% bruto domačega proizvoda v državi. Kar se tiče javnega uvoza pa je Španija na drugem mestu, premagale so jo samo Združene države Amerike. Glavna turistična destinacija je Katalonija – predvsem Barcelona je tisti krivec, ki sprejme največji delež turistov -, sledijo Balearski otoki in pa Kanarski otoki.
Po podatkih Svetovne turistične organizacije je Španija tretja država po vstopih turistov v državo in druga po višini dohodkov turizma. Eurostat pa jo postavlja na prvo mesto kot evropsko turistično destinacijo, kamor turisti radi hodijo, in na prvo mesto počitniškega turizma. Leta 2015 je Foro Económico Mundial (WEF) dodelil prvo mesto na svetu v konkurenčnem turizmu.
Nekaj desetletij nazaj se je kot glavno vejo turizma reklamiralo večinoma samo sonce in plaže, k čemur je pripomoglo – in še zmeraj pripomore – precej toplo in sončno podnebje, ki ga druge evropske države ne premorejo toliko. Poletne temperature se po navadi gibljejo okrog 20 do 40°, veliko regij pa premore več kot 300 sončnih dni na leto s suhimi in vročimi poletji. Obmorski kraji velikokrat do zadnjega kotička napolnijo hotele, restavracije in apartmaje ob plažah.
Na severu Španije pa se srečujejo z nekoliko bolj hladnim in vlažnim podnebjem. Veliko Špancev in tudi tujcev navdušuje Jakobova pot (Camino de Santiago) ali praznovanje praznika San Fermin. Najdemo tako strma pobočja kot mirne in oddaljene plaže. To območje obsega kmečki turizem z velikimi peščenimi območji in primernim poletnim podnebjem, kot so na primer Rías Bajas na obalnem področju v Galiciji. Največji vzrok za turizem na severu države je prav lepota brez primerjave (Rías gallegas, Costa cantábrica, Picos de Europa) ter raznolika, okusna in tipična gastronomija.
Španska gastronomska ponudba je široka in raznolika, s tipičnimi jedmi kot so: el gazpacho (hladna paradižnikova juha), la paella (rižota z mesom, morskimi sadeži in zelenjavo), el cocido madrileño, la fabada, el jamón ibérico (Iberski pršut), el marisco (morski sadeži) ali el pescado (ribe). Olivno olje, katerega največji pridelovalec je ravno Španija, se uporablja pri veliko različnih jedeh in ga tudi zelo cenijo v drugih državah.
V zadnjih letih je močno naraslo zanimanje za kulturni turizem v Španiji.

## Naravni turizem
Španija ima skupaj z Italijo največ območij, ki so pod zaščito organizacije UNESCO in tako razglašene kot naravna dediščina. Šteje jih kar 41. Poleg tega se kar petnajst španskih mest nosi z nazivom Ciudad Patrimonio de la Humanidad: Santiago de Compostela, Salamanca, Ávila, Segovia, Alcalá de Henares, Toledo, Cáceres, Mérida, San Cristóbal de la Laguna, Córdoba, Ibiza, Cuenca, Úbeda, Baeza in Tarragona, kar povede Španijo v državo z največ tovrstnimi odličji.

## Naravna območja
Španija je najbolj gorata država v Evropski Uniji, takoj za Grčijo. V višino je prekašata samo Švica in Avstrija ter majhni državici Andora in Lihtenštajn. Vsekakor pa obsega precejšnjo raznoliko pokrajino. Veliko državnih naravnih parkov spada v razne zavarovane programe. Španija ima petnajst narodnih parkov, ki se lahko pohvalijo s kulturno in naravno vrednostjo in si zaslužijo posebno pozornost. Ti parki so:
- Narodni park Aigüestortes y Lago de San Mauricio v Léridi
- Narodni park Cabañeros, med Toledom in Ciudad Realom
- Narodni park marítimo-terrestre del Archipiélago de Cabrera, na Balearskih otokih. Pripada občinskemu območju Palma de Mallorca.
- Narodni park la Caldera de Taburiente, na otoku La Palma v provinci Santa Cruz de Tenerife
- Espacio Natural de Doñana, med Huelvo, Seviljo in Cádizom
- Narodni park Garajonay, na otoku Gomera, v provinci Santa Cruz de Tenerife
- Narodni park las Islas Atlánticas de Galicia, v Pontevedri
- Narodni park Monfragüe, v Cáceresu
- Narodni park Ordesa y Monte Perdido, v Huesci
- Narodni park Picos de Europa med Kastilijo in Leonom, Asturijo in Kantabrijo
- Narodni park Sierra Nevada, med Granado in Almerío
- Narodni park las Tablas de Daimiel, v Ciudad Realu
- Narodni park Teide, na otoku Tenerife (Santa Cruz de Tenerife)
- Narodni park Timanfaya, na otoku Lanzarote, v provinci Las Palmas
- Narodni park Sierra de Guadarrama, v Madridu

## Turistične poti
- Camino de Santiago
- Ruta del Califato od Córdobe do Granade
- Ruta de los Pueblos Blancos v provinci Cádiz
- Ruta del tambor y el bombo v Teruelu
- Ruta del Toro v provinci Cádiz
- Ruta de la Plata
- Ruta del Cid
- Ruta de Don Quijote
- Ruta de los Pantanos v provinci Palencia
- Ruta de los Monasterios de Valencia
- Ruta del Císter v Kataloniji
- Ruta Mariana v Aragóni in v provinci Barcelona
- Ruta de los Nazaríes v provincah Jaén in Granada
- Ruta de los Castillos y las Batallas v provincah Ciudad Real, Jaén y Granada
- Camí de Cavalls na Menorci
- Ruta de la Alpujarra v provincah Granada in Almería